# Куганакбаш
Куганакба́ш (баш. Ҡуғанаҡбаш) — село в Стерлибашевском районе Башкортостана, административный центр Куганакбашевского сельсовета.

## Географическое положение
Расстояние до:
- районного центра (Стерлибашево): 24 км,
- ближайшей ж/д станции (Стерлитамак): 65 км.

## Население
| 2002 | 2009 | 2010 |
| ---- | ---- | ---- |
| 813  | ↗844 | ↘835 |

Национальный состав
Согласно переписи 2002 года, преобладающая национальность — татары (90 %).

## Религия
В селе есть мечеть.

## Известные уроженцы
- Ишмияров, Марат Хафизович (род. 13 сентября 1947) — генеральный директор ОАО «Газпром нефтехим Салават» (2002—2005)[5][6].